# Liolophura japonica
Liolophura japonica är en blötdjursart som först beskrevs av Lischke 1873.  Liolophura japonica ingår i släktet Liolophura och familjen Chitonidae. Inga underarter finns listade i Catalogue of Life.